# مارتین استیکرود
مارتین استیکرود (انگلیسی: Martin Stixrud؛ ۹ فوریهٔ ۱۸۷۶ – ۸ ژانویهٔ ۱۹۶۴) اسکیت‌باز نمایشی اهل نروژ بود.